# Décès en octobre 1992
Décès
- 1988
- 1989
- 1990
- 1991
- 1992
- 1993
- 1994
- 1995
- 1996

Pour une information complémentaire, voir la page d'aide.

| Date        | Nom                               | Activités | Âge    | Source |
| ----------- | --------------------------------- | --- | ------ | ------ |
| 1er octobre | Petra Kelly                       | femme politique allemande | 44     |        |
| 3 octobre   | Ken Wilmshurst (en)               | athlète britannique, né en Inde                                                                                                 | 61     |        |
| 4 octobre   | Louis Amade                       | parolier français | 77     |        |
| 4 octobre   | Denny Hulme                       | pilote de course automobile néo-zélandais                                                                                       | 56     |        |
| 5 octobre   | Eddie Kendricks                   | chanteur américain (The Temptations)                                                                                            | 52     |        |
| 5 octobre   | Gösta Carlsson                    | coureur cycliste suédois | 86     |        |
| 6 octobre   | Bill O'Reilly                     | joueur de cricket australien | 86     |        |
| 6 octobre   | Denholm Elliott                   | acteur britannique | 70     |        |
| 7 octobre   | Tevfik Esenç                      | exilé tcherkesse en Turquie, et le dernier locuteur connu de la langue oubykh                                                   | 88     |        |
| 7 octobre   | Allan Bloom                       | philosophe américain | 62     |        |
| 8 octobre   | Willy Brandt                      | homme politique ouest-allemand et 30e chancelier d'Allemagne et 4e chancelier fédéral allemand et prix Nobel de la paix de 1971 | 78     |        |
| 9 octobre   | René Deniort                      | footballeur français | 67     |        |
| 9 octobre   | Abram Topor                       | peintre français d'origine polonaise                                                                                            | 89     |        |
| 10 octobre  | Bharat Bhushan (en)               | acteur indien | 72     |        |
| 11 octobre  | Pierre Béghin                     | alpiniste français | 41     |        |
| 11 octobre  | Theo Wolvecamp                    | peintre néerlandais du groupe Cobra                                                                                             | 67     |        |
| 13 octobre  | Dantrell Davis (en)               | victime des gangs de tireur américain                                                                                           | 6 ou 7 |        |
| 13 octobre  | Jacques Delepaut                  | footballeur français | 66     |        |
| 14 octobre  | Robert de La Rivière              | peintre aquarelliste et pilote automobile français                                                                              | 83     |        |
| 14 octobre  | Rigoberto Lozada                  | révolutionnaire colombien | 88     |        |
| 16 octobre  | Shirley Booth                     | actrice américaine | 94     |        |
| 17 octobre  | Georges-André Klein               | peintre orientaliste français                                                                                                   | 90     |        |
| 17 octobre  | Oréstis Láskos                    | poète, acteur, scénariste, dramaturge, réalisateur et metteur en scène de théâtre et cinéma grec                                | 84     |        |
| 17 octobre  | Herman Johannes (en)              | professeur, scientifique et homme politique indonésien                                                                          | 80     |        |
| 19 octobre  | Magnus Pyke (en)                  | scientifique et animateur de télévision britannique                                                                             | 83     |        |
| 19 octobre  | Willie Lamothe                    | chanteur de musique country et acteur québécois                                                                                 | 72     |        |
| 20 octobre  | Werner Torkanowsky                | chef d'orchestre allemand | 66     |        |
| 20 octobre  | Stanley McMaster (en)             | homme politique britannique | 66     |        |
| 21 octobre  | Ante Ciliga                       | homme politique et écrivain croate                                                                                              | 94     |        |
| 21 octobre  | Jim Garrison                      | magistrat américain | 70     |        |
| 22 octobre  | Cleavon Little                    | acteur américain | 53     |        |
| 22 octobre  | Red Barber                        | commentateur sportif américain                                                                                                  | 84     |        |
| 22 octobre  | André Vandeweyer                  | footballeur international belge                                                                                                 | 83     |        |
| 25 octobre  | Adelino da Palma Carlos           | professeur universitaire, avocat et homme politique portugais                                                                   | 87     |        |
| 25 octobre  | Roger Miller                      | chanteur et compositeur américain de musique country                                                                            | 56     |        |
| 27 octobre  | David Bohm                        | physicien américain | 74     |        |
| 29 octobre  | Kenneth MacMillan                 | danseur, chorégraphe et directeur de ballet britannique                                                                         | 62     |        |
| 29 octobre  | Manuel Antonio de Varona y Loredo | homme politique cubain | 83     |        |
| 30 octobre  | Dionizije Dvornić                 | footballeur yougoslave puis croate                                                                                              | 66     |        |
| 30 octobre  | Georges Mérignac                  | footballeur français | 71     |        |
| 31 octobre  | Gary Rippingale (en)              | joueur de hockey britannique | 18     |        |